# Culler

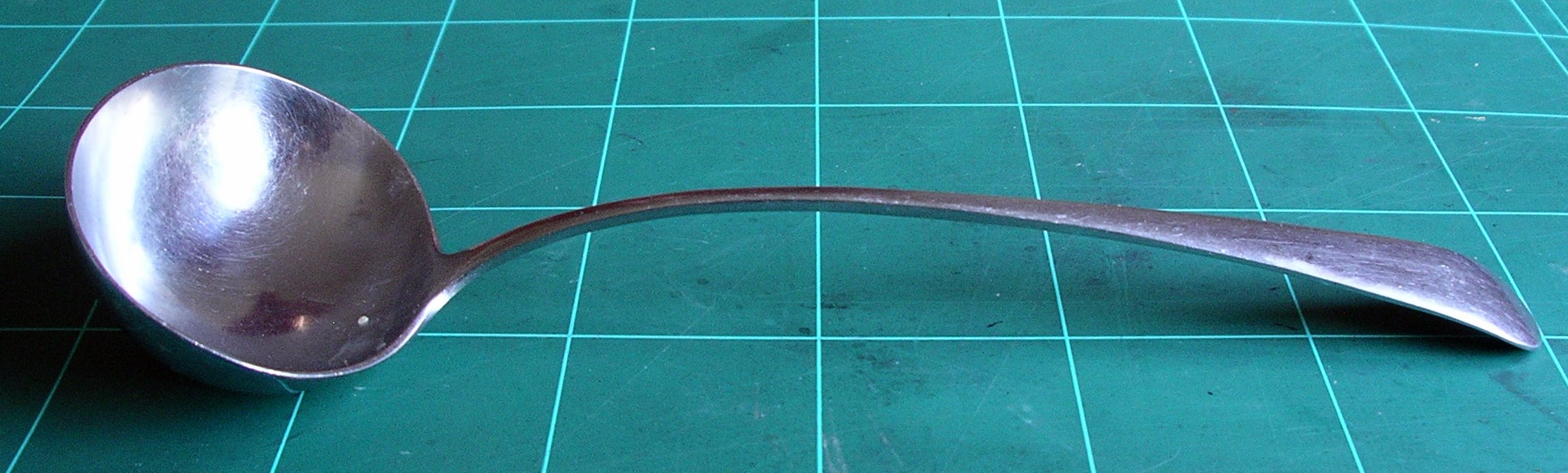
Un cullerot d'acer inoxidable

El culler, cullerot, culleró, cullerol, llossa o també cutxaró a l'Alguer, és una mena de cullera de mida grossa que té una nansa allargada. El culler té dos usos: d'una banda, se'n pot fer servir la part còncava per a extreure una porció de líquid i aliment de l'olla; de l'altra, permet de remenar el contingut dels recipients durant la cocció. Existeixen diversos tipus de cullers, la major part dels quals són fets de metall, encara que també n'hi ha versions de plàstic, de qualitat molt baixa, que es fan servir especialment als càmpings. Rep el nom de llossa traucada quan té foradins com una esbromadora.
Sovint s'utilitza el culler com a unitat de mesura per a determinar una ració d'aliment en un plat.